# Clovia patruelis
Clovia patruelis är en insektsart som först beskrevs av Stal 1856.  Clovia patruelis ingår i släktet Clovia och familjen spottstritar. Inga underarter finns listade i Catalogue of Life.